# St. Peter und Paul (Danzig)

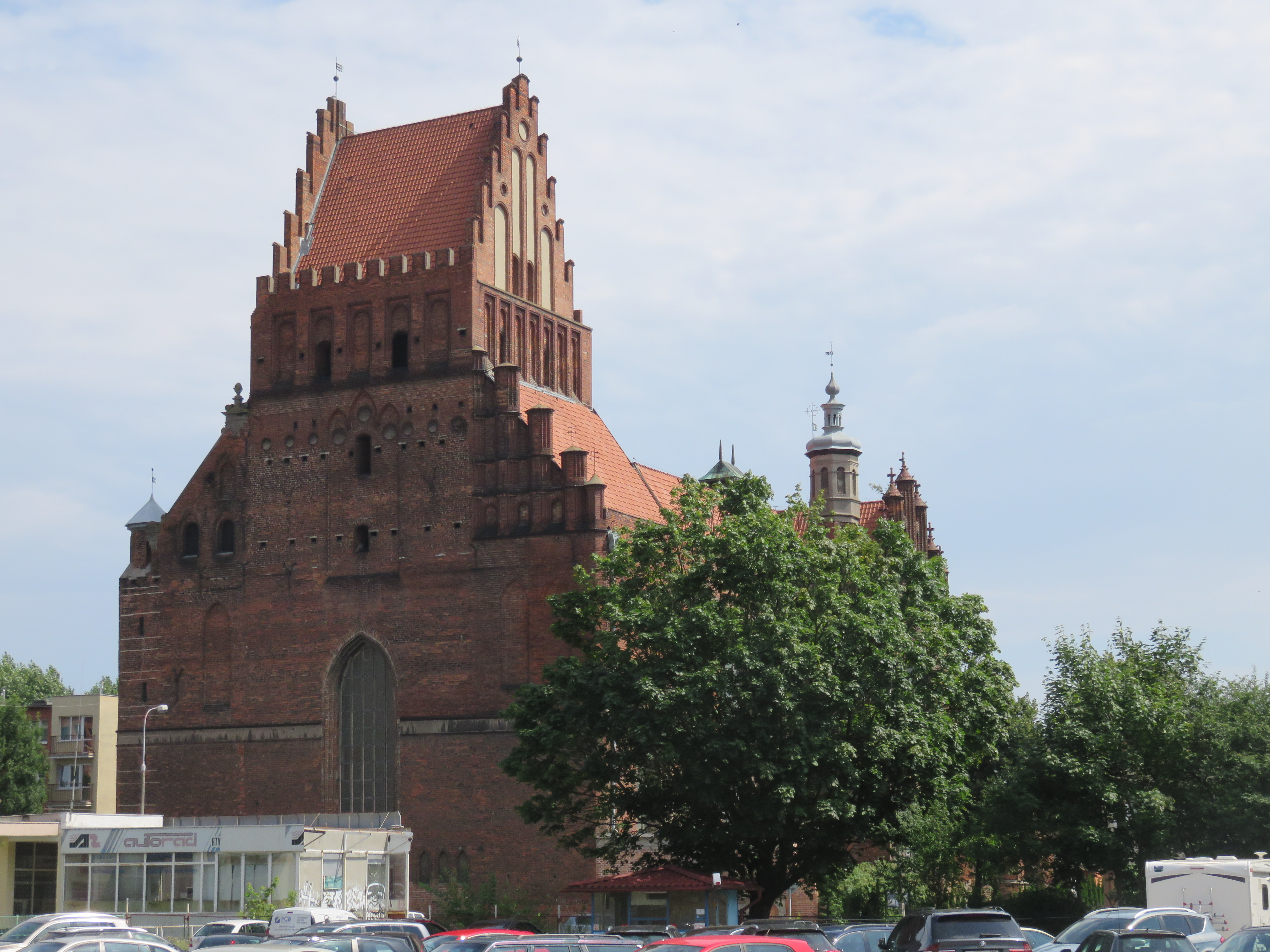
St.-Peter-und-Paul-Kirche

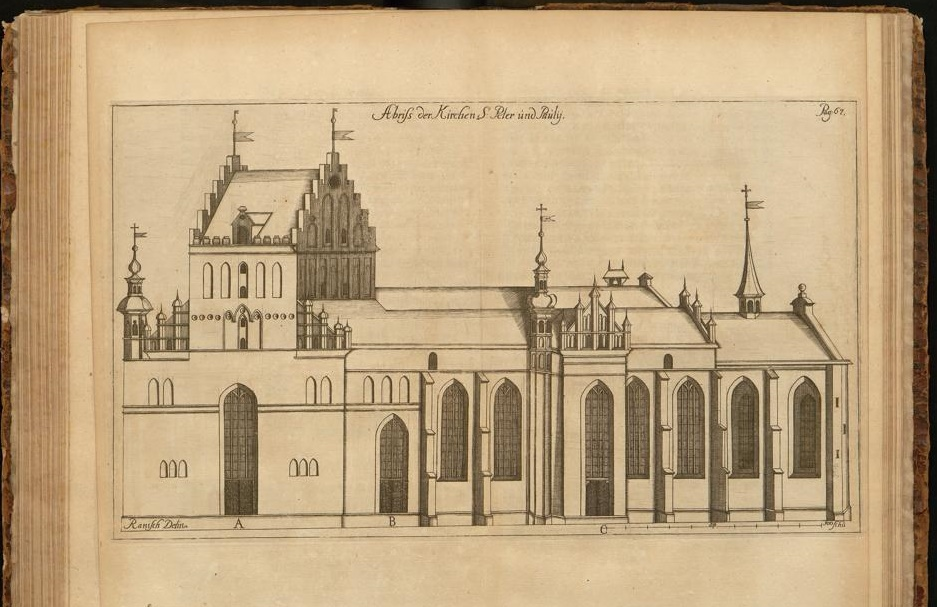
Aufriss der Peter-und-Paul-Kirche, vor 1695.

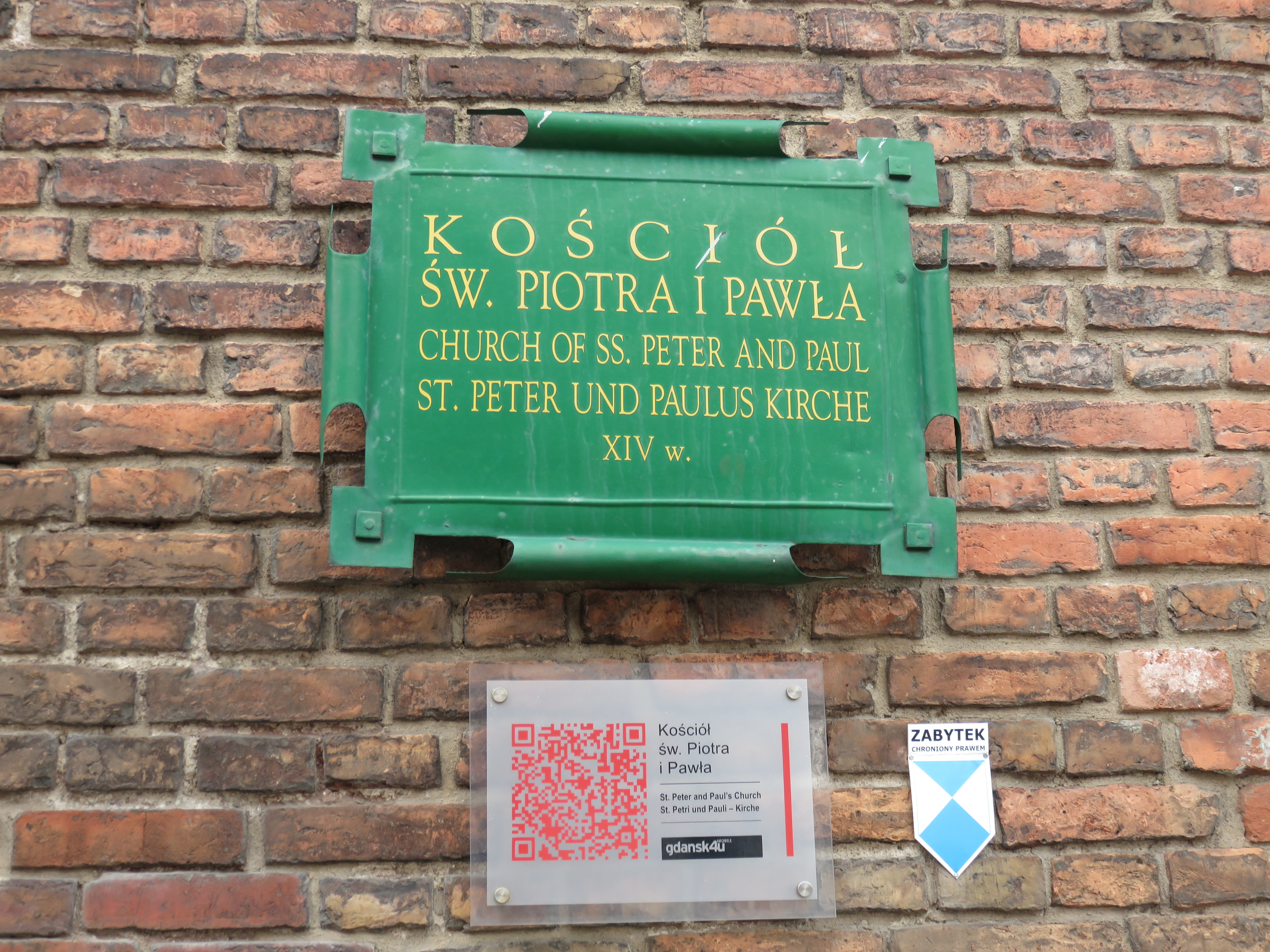
Kirchentafel

Die Kirche Sankt Peter und Paul (polnisch Kościół św. Piotra i Pawła) ist eine historische Pfarrkirche und gehört zu den größten gotischen Kirchen Danzigs. Sie befindet sich in der Straße Zabi Kruk, in der Vorstadt von Danzig. Die Kirche ist 62 m lang und 26 m breit, der Turm ist 41 m hoch.

## Geschichte
Mit dem Bau der Vorstadt von Danzig um 1393 wurde auch die Peter und Paul Kirche errichtet. 1424 ist sie bis auf die Mauern ausgebrannt. 1515 wurde die dreischiffige Hallenkirche wieder aufgebaut. 1521 brannte der große Glockenturm aus, wobei die Glocken durch das Kirchengewölbe stürzten.
Im Jahre 1436 entstand neben der Kirche eine Pfarrschule, die für ihr hohes Unterrichtsniveau bis ins 20. Jahrhundert bekannt war. 1456 gründete hier der Leslauer Bischof eine selbstständige Gemeinde. Mit der Einführung der Reformation wurde die Kirche 1557 das Zentrum der reformierten Gemeinde. 1614 wurde die Orgel für die Begleitung des Gemeindegesanges (mit deutschen Liedern) eingesetzt. Von 1622 bis 1945 gehörte sie zur reformierten Kirche.
Während der Besetzung Danzigs von 1807 bis 1813 durch die französischen Truppen wurde die Kirche als Heerlager genutzt und schwer beschädigt. Die reformierte Kirchengemeinde, seit 1846 die einzige ihrer Art in der Stadt, schloss sich 1876 bei voller Wahrung ihres Bekenntnisstandes der Evangelischen Landeskirche der älteren Provinzen Preußens (Altpreußische Union) an. 1923 wechselte sie von deren aufgelöster Kirchenprovinz Westpreußen zum Landessynodalverband der Freien Stadt Danzig, einer neuen Kirchenprovinz der Altpreußischen Union.
Bei der Erstürmung Danzigs durch die Rote Armee 1945 wurde die Kirche bombardiert und geriet in Brand. Die Dachkonstruktionen und die meisten der Gewölbe und Pfeiler stürzten ein.
Die reformierte Gemeinde hatte durch Flucht und Vertreibung kaum noch Mitglieder; die Gemeinde wurde schließlich aufgelöst. Die Kirche St. Peter und Paul wurde durch die römisch-katholische Kirche übernommen. 1976 begann der Wiederaufbau der Kirche. 1985 wurden die Arbeiten am Gebäude abgeschlossen, danach folgte der Innenausbau.
Von den ursprünglichen Inneneinrichtungen der Kirche vor der Zerstörung im Zweiten Weltkrieg sind nur wenige erhalten geblieben, wie das mittelalterliche Steintaufbecken, ca. 60 Grabsteinplatten und eine Sammlung von Kronleuchtern aus dem 17. Jahrhundert. Die Barockkanzel aus dem Jahre 1696 wurde 1944 ausgelagert und konnte so vor der Zerstörung gerettet werden.
Am 2. Juni 2019 wurde der Dachstuhl der Kirche durch einen Brand auf einer Fläche von etwa 200 Quadratmetern zerstört.

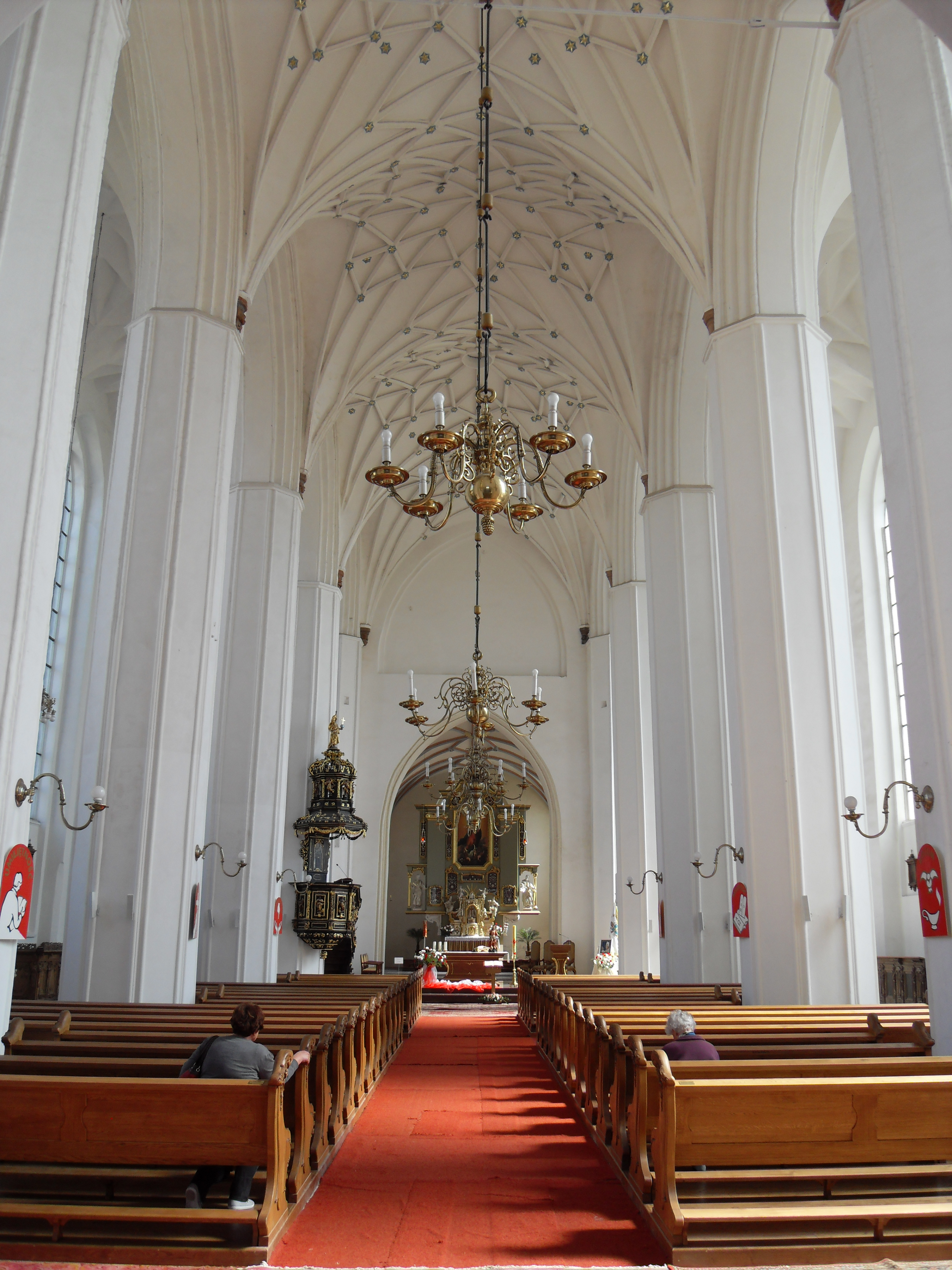
Mittelschiff
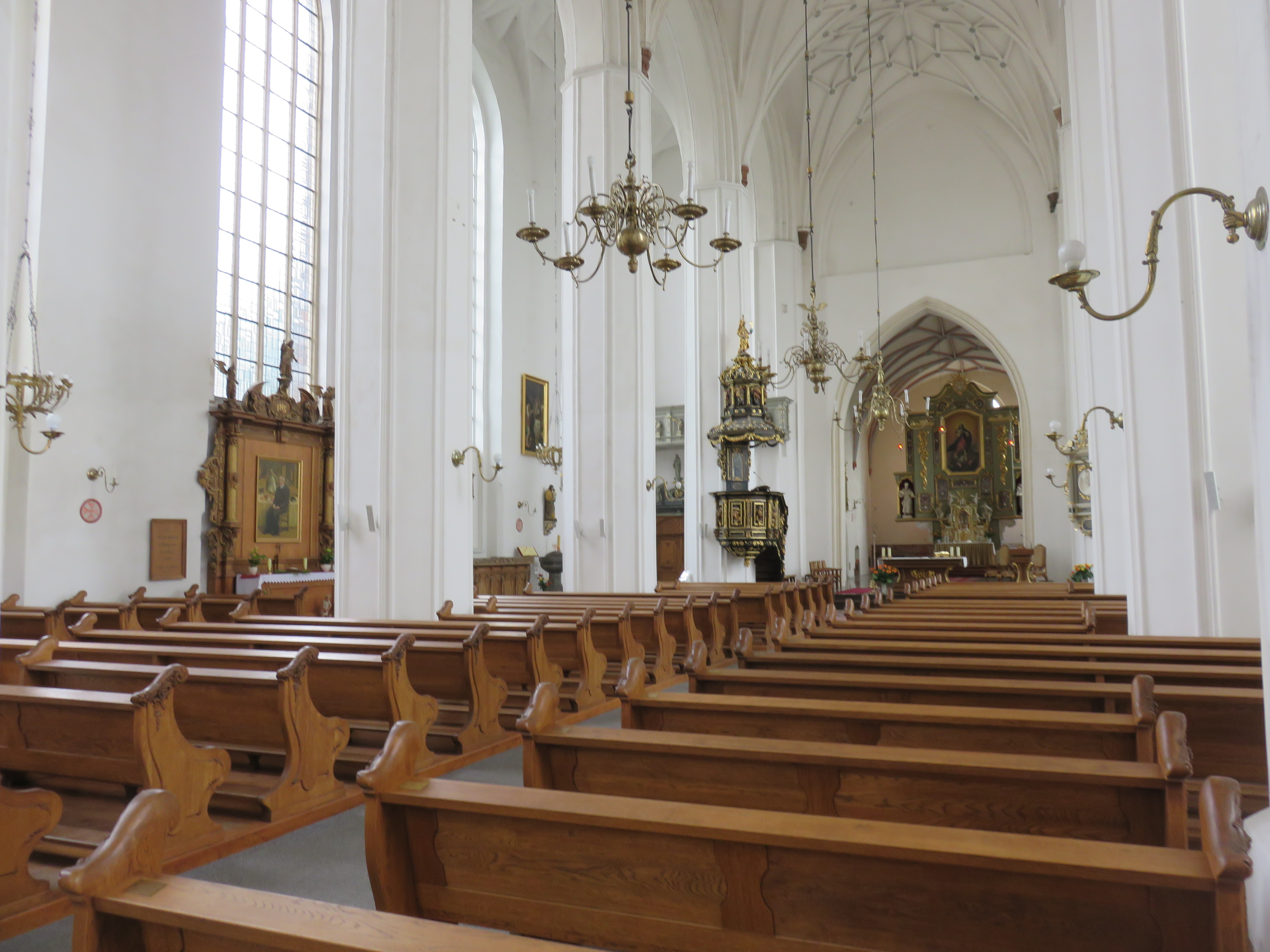
Mittel- und nördliches Seitenschiff
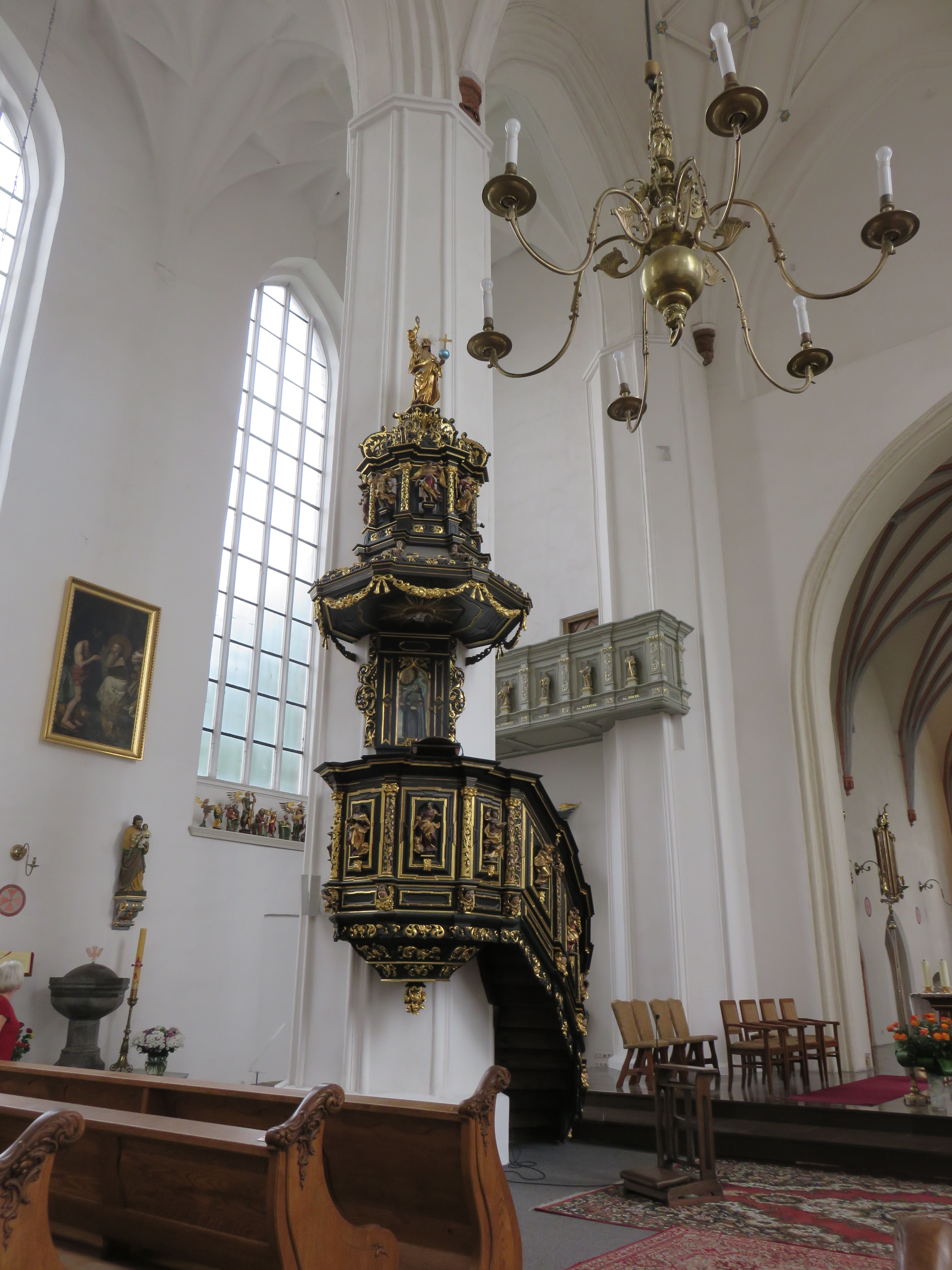
Barockkanzel
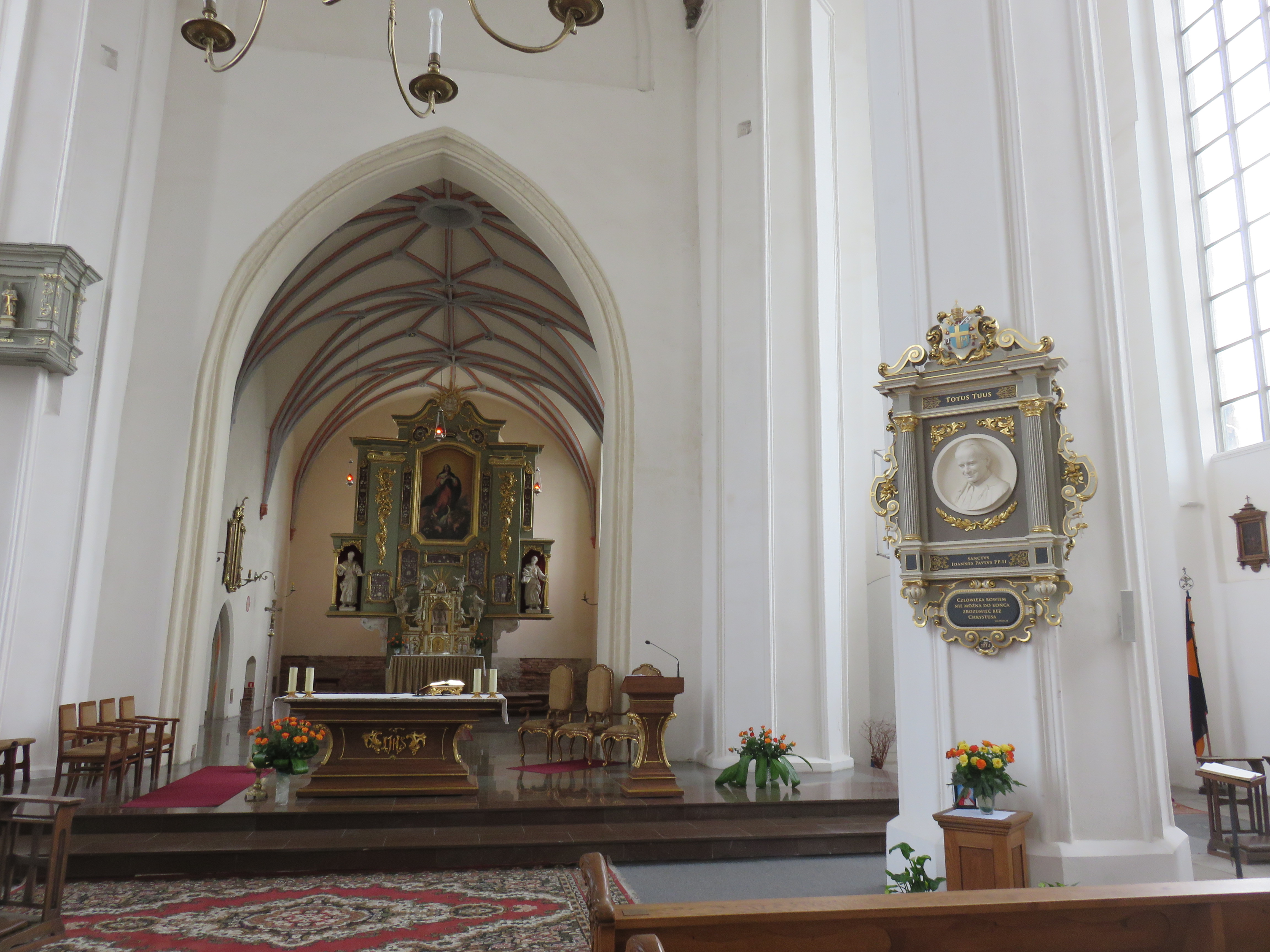
Altarraum

## Grundriss und Lage der Kirche

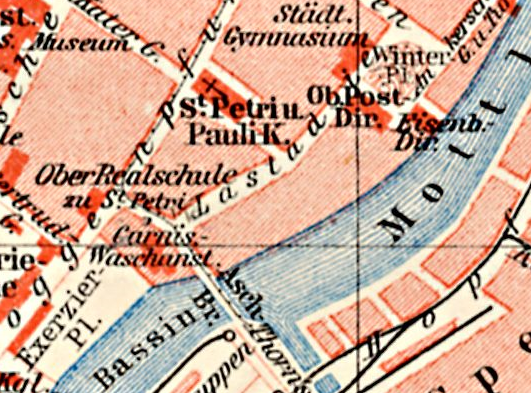
Ausschnitt Lageplan von Danzig von 1905

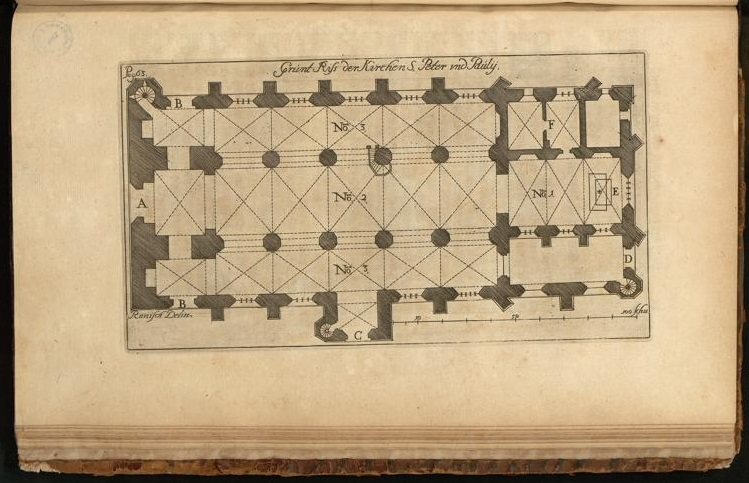
Grundriss der Peter-und-Paul-Kirche, vor 1695.

Legende zum Grundriss: A: Eingang unter dem Turm, BB: zwei Eingänge zur Kirche, C: Eingang in die Halle, welche lange nach dem Kirchenbau angebaut wurde, D: alter Kirchen-Eingang, E: Altar im Hinter-Chor, F: Sakristei. Zwei gemauerte Wendeltreppen.